# Richard Kilvington
Richard Kilvington (1302 circa – 1361) è stato un filosofo inglese.
Frate francescano ed esponente della Scolastica, fu magister artium e dottore in teologia nella Università di Oxford. Le sue opere che ci sono arrivate sono delle note delle sue classi, che appartengono al decennio degli anni 1320 e 1330. Fu membro dell'Oriel College, di Oxford. Prese parte nella controversia sulla natura dell'infinito, con Richard FitzRalph, del Balliol College.
Nella decada di 1340 lavorò per Richard de Bury, vescovo di Durham.

## Edizione moderne delle sue opere
- Barbara Ensign Kretzmann, Norman Kretzmann (eds), The Sophismata of Richard Kilvington, edizione critica del testo in latino, New York: Oxford University Press, 1990. (EN, LA)
- Barbara Ensign Kretzmann, Norman Kretzmann (eds), The Sophismata of Richard Kilvington, introduzione, tranduzione e comento, Cambridge: Cambridge University Press, 1990. (EN)